# Cabo Esperanza
El cabo Esperanza es el punto más septentrional de la isla de Guadalcanal de las Islas Salomón. Más exactamente en la entrada sur del canal de la isla de Savo. A 30 km al noroeste de Honiara.

## Historia
La batalla del cabo Esperanza fue uno de los enfrentamientos navales disputado en la aguas del norte de la isla durante la Segunda Guerra Mundial, toma su nombre en memoria de este punto. En 1943 el cabo Esperanza fue el sitio de retirada final de los últimos soldados japoneses, tras seis meses de resistencia contra la ocupación de las tropas estadounidenses.